# Al servizio segreto di sua maestà
Al servizio segreto di Sua Maestà è un romanzo del 1963 dello scrittore britannico Ian Fleming, decimo romanzo avente come protagonista James Bond.
Fa parte della trilogia della SPECTRE, che comprende anche i romanzi Operazione tuono e Si vive solo due volte.

## Trama
James Bond, intenzionato a dare le dimissioni dal servizio, si diverte in Costa Azzurra a inseguire per gioco una Lancia guidata dall'avvenente Teresa Di Vicenzo, detta Tracy. Dopo il pericoloso inseguimento, la incontra di nuovo all'Hotel Splendid sulla Promenade des Anglais a Nizza e le paga un debito di gioco. Dopo una travolgente notte d'amore, le impedisce di togliersi la vita sulla spiaggia di Royale-les-Eaux.
Si guadagna così un invito nell'ufficio di Marc-Ange Draco, il capo dell'Unione Corsa, che si nasconde sotto le apparenze di un industriale. Il boss è il padre di Tracy e chiede a 007 di aiutare la figlia che soffre di profonde depressioni. Bond accetta, ma chiede in cambio informazioni su Ernst Stavro Blofeld. Draco fa una serie di telefonate e scopre che il capo della SPECTRE è stato visto ultimamente in Svizzera.
Qualche mese dopo, 007 è convocato all'Istituto di Araldica di Londra: Blofeld ha chiesto che sia certificata la sua nobiltà come conte Balthazar de Bleuville. Insieme a M, Bond decide di costruirsi un'identità di copertura: sarà sir Hillary Bray, dipendente dell'istituto di Araldica, incaricato della pratica Blofeld. I due attendono l'invito per una riunione.
James Bond, alias Hillary Bray, deve farsi trovare all'aeroporto di Zurigo: è felice, perché al termine della missione spera di andare a trovare Tracy, che si trova in una clinica a Davos. A Zurigo l'agente è avvicinato da Irma Bunt, la compagna di Blofeld, che lo conduce a un elicottero: insieme sorvolano proprio le montagne di Davos per atterrare su un'imponente costruzione sulla vetta del Piz Gloria, una montagna dell'Oberland Bernese.
Sul Piz Gloria Blofeld ha costruito una clinica per lo studio delle allergie. Le pazienti sono dieci ragazze provenienti da diverse zone della Gran Bretagna. Bond riesce a trascorrere una notte con Ruby, una delle ragazze: scopre i cognomi di ognuna di loro e che un elemento della cura consiste in una seduta di ipnosi praticata alla mezzanotte di ogni notte. Quando scopre che il contatto del Servizio Segreto in Svizzera è stato catturato e torturato, 007 fugge dal Piz Gloria con un'avventurosa discesa con gli sci, inseguito dagli scagnozzi di Blofeld.
A Samedan si nasconde tra la folla che segue uno spettacolo di pattinaggio e vi incontra Tracy. Saliti in automobile, Tracy riesce brillantemente a seminare gli scagnozzi di Blofeld, poi accompagna 007 all'aeroporto di Zurigo. Bond, colpito dall'abilità alla guida della donna, ne è sempre più innamorato.
Il rapporto di 007 finisce a Londra al Ministero dell'Agricoltura dove, dopo accurate indagini, si scopre che il piano di Blofeld è diffondere in tutto il Regno Unito pericolosi virus quali l'afta epizootica e la peste bovina. Il servizio segreto inglese blocca le ragazze alla frontiera. Bond organizza con Draco un attacco al Piz Gloria. L'assalto ha successo: la clinica è distrutta, ma Blofeld e Irma Bunt riescono a fuggire.
James Bond sposa Tracy il giorno di capodanno a Kitzbühel. Dopo le nozze i due partono in macchina per raggiungere la villa di Draco. Una macchina li sorpassa e una mitragliatrice li crivella di colpi. Bond ne esce illeso, ma Tracy muore nell'attentato.

## Personaggi
- James Bond, agente segreto britannico
- Teresa Di Vicenzo detta Tracy, bondgirl. Secondo e ultimo dei grandi amori di Bond, unica bondgirl ad aver portato 007 all'altare, muore al termine del romanzo uccisa da Blofeld
- Ernst Stavro Blofeld, capo della SPECTRE, personaggio ricorrente nei romanzi della Trilogia della Spectre
- Irma Bunt, compagna di Blofeld
- Marc-Ange Draco, padre di Tracy e capo dell'Unione Corsa, potente organizzazione mafiosa della Corsica
- M, direttore del Servizio Segreto, personaggio ricorrente nella serie

## Edizioni italiane
- Servizio Segreto, traduzione di Roselia Irti Rossi, Collana Serie Gialla n.256, Milano, Garzanti, 1963. - col titolo Agente 007 al servizio segreto di Sua Maestà, Collana I garzanti n.209, Milano, Garzanti, 1969.
- in James Bond al servizio di Sua Maestà, trad. di Roselia Irti Rossi, Milano, Garzanti-Vallardi, 1978.
- Al servizio segreto di Sua Maestà, traduzione di Massimo Bocchiola, Collana Fabula n.394, Milano, Adelphi, 2023, ISBN 978-88-459-3812-2.

## Adattamenti cinematografici
La sceneggiatura del film Agente 007 - Al servizio segreto di Sua Maestà (1969), diretto da Peter R. Hunt, con George Lazenby nella sua unica interpretazione di Bond, è un adattamento del romanzo, con alcune differenze: 
- nel romanzo Bond incontra per la prima volta Tracy al Casinò Royale, ci trascorre la notte insieme e il mattino successivo la salva dal suicidio; nel film la sequenza degli eventi è ribaltata
- nel romanzo Tracy è stata sposata con il conte Di Vicenzo e soffre la perdita di un figlio morto prematuramente; nel film questa vicenda è completamente omessa
- nel film Royale-les-Eaux diviene il Portogallo
- il combattimento corpo a corpo che Bond ingaggia nel film con i tirapiedi di Draco nel suo covo è un'invenzione degli sceneggiatori
- nel film Tracy viene rapita durante la fuga da Pizzo Gloria, nel libro sia Bond che Tracy riescono a tornare a Londra

C'è poi un errore di continuity, che deriva dalla diversa successione cronologica tra i romanzi e i film. Nel romanzo Bond incontra Blofeld per la prima volta sul Piz Gloria e può quindi sostenere la copertura come Sir Hillary Bray; nella serie cinematografica Bond ha già incontrato Blofeld nel precedente film Agente 007 - Si vive solo due volte e finzione vuole che il capo della SPECTRE non lo riconosca.